# 克鲁森哈根
克鲁森哈根是德国梅克伦堡-前波莫瑞州的一个市镇。总面积11.21平方公里，总人口537人，其中男性274人，女性263人（2011年12月31日），人口密度48人/平方公里。